# Haradziščanský selsovět
Haradziščanský selsovět (bělorusky Гарадзішчанскі сельсавет, rusky Городищенский сельсовет) je územně-správní jednotkou Baranavického rajónu v Brestské oblasti. Administrativní centrem je Haradzišča.

## Adminsitrativní dělění

### Do roku 2013
Do roku 2013 se Haradziščanský passavět skládal z 19 obcí a 1 zemědělského sídla (Arabaŭščyna).
- zemědělské sídlo Arabaŭščyna
- obec Amnievičy
- obec Boŭcičy
- obec Bryksičy
- obec Vialikaje Sialo
- obec Haranavičy
- obec Hrybaŭščyna
- obec Duškaŭcy
- obec Zialionaja
- obec Kaldyčeva
- obec Kaniušoŭščyna
- obec Kisiali
- obec Mastytyčy
- obec Mikuličy
- obec Navasiolki
- obec Nasiejki
- obec Paručyn
- obec Prudy
- obec Stankievičy
- obec Jasianiec

### Od roku 2013
V roce 2013 byl passovět přeměněn na selsovět; zároveň k němu byly připojeny další osady jiných selsovětů, konkrétně obce zrušeného Hirmantaŭského a Karchoŭského selsovětu.
- administrativní centrum Haradzišča
- osada Saviecki
- zemědělské sídlo Arabaŭščyna
- zemědělské sídlo Hirmantaŭcy
- zemědělské sídlo Karčova
- obec Aharodniki
- obec Alizaraŭščyna
- obec Amniavičy
- obec Bahušy
- obec Boŭcičy
- obec Bryksičy
- obec Bytkoŭščyna
- obec Vyzarak
- obec Vysadavičy
- obec Vialikaje Sialo
- obec Haranavičy
- obec Hračychi
- obec Hrybaŭščyna
- obec Duškaŭcy
- obec Žabincy
- obec Žalieznica
- obec Zialionaja
- obec Kaldyčeva
- obec Kaniušoŭščyna
- obec Kaŭšy
- obec Kisiali
- obec Krapačy
- obec Krasiavičy
- obec Kutaŭščyna
- obec Lozy
- obec Mastytyčy
- obec Mikuličy
- obec Mitrapoĺščyna
- obec Navasiolki
- obec Navinki
- obec Nahornaja
- obec Nasiejki
- obec Niesciary
- obec Paručyn
- obec Prudy
- obec Piančyn
- obec Piarevalaka
- obec Rudašy
- obec Sakalovičy
- obec Skrobava
- obec Slabažany
- obec Stankievičy
- obec Sialiavičy
- obec Tracevičy
- obec Jasianiec